# 膝窩筋
膝窩筋（しつかきん、英語: popliteus muscle）は人間の下肢の筋肉で膝関節の屈曲・下腿の内旋を行う。大腿骨の外側上顆から起こり、脛骨後面で停止する。筋繊維は対角線になっており、膝関節背面に於ける最も深い層にある。
支配神経は脛骨神経である。